# Hell in a Cell (2010)
L'édition 2010 de Hell in a Cell est une manifestation de catch professionnel télédiffusée et visible uniquement en pay-per-view. L'événement, produit par la World Wrestling Entertainment (WWE), a eu lieu le 3 octobre 2010 dans la salle omnisports American Airlines Center à Dallas, dans le Texas, aux États-Unis. Il s'agit de la seconde édition de Hell in a Cell, pay-per-view annuel qui, comme son nom l'indique, propose des matchs en cage pour les rencontres à enjeux.
Sept matchs, dont quatre mettant en jeu les titres de la fédération, ont été programmés,. Chacun d'entre eux est déterminé par des storylines rédigées par les scénaristes de la WWE ; soit par des rivalités survenues avant le pay-per-view, soit par des matchs de qualification en cas de rencontre pour un championnat. L'événement a mis en vedette les catcheurs des divisions Raw et SmackDown, créées en 2002 lors de la séparation du personnel de la WWE en deux promotions distinctes.

## Contexte
Les spectacles de la WWE en pay-per-view sont constitués de matchs aux résultats prédéterminés par les scénaristes de la WWE. Ces rencontres sont justifiées par des storylines — une rivalité avec un catcheur, la plupart du temps — ou par des qualifications survenues dans les émissions de la WWE telles que Raw, SmackDown et Superstars. Tous les catcheurs possèdent un gimmick, c'est-à-dire qu'ils incarnent un personnage gentil ou méchant, qui évolue au fil des rencontres. Un pay-per-view comme Hell in a Cell est donc un événement tournant pour les différentes storylines en cours.

### Daniel Bryan contre The Miz contre John Morrison
Après avoir perdu son titre des États-Unis contre Daniel Bryan a Night of Champions, The Miz utilise sa clause de revanche contre Bryan. Mais John Morrison veut également affronter Daniel Bryan pour le titre. Ensuite pour régler ce problème, le Général anonyme de Raw annonce aux trois hommes qu'ils s'affronteront pour le titre des États-Unis à Hell in a Cell dans un Triple Threat Submissions Count Anywhere Match

### Kane contre Undertaker
À Night of Champions, Kane conserve son titre contre Undertaker dans un No Holds Barred Match. Ensuite à Smackdown, la musique du Undertaker retentit et un cercueil arrive devant Kane, Kane l'ouvre et y voit le Manager du Undertaker, Paul Bearer. La WWE annonce que Kane mettra son titre en jeu contre Undertaker à Hell in a Cell dans un Hell in a Cell Match avec Paul Bearer aux côtés de l'Undertaker

### Randy Orton contre Sheamus
À Night of Champions, Randy Orton élimine en dernier Sheamus dans un Six Pack Challenge élimination et devient le nouveau champion de la WWE. Sheamus utilise sa clause de revanche contre Orton pour le titre, Randy Orton lui passe la ceinture et lui porte un RKO. Ensuite le GM anonyme de Raw annonce que Randy Orton mettra son titre en jeu contre Sheamus à Hell in a Cell dans un Hell in a Cell Match.

### Wade Barrett contre John Cena
Wade Barrett élimine à Night of Champions pour le titre de la WWE John Cena grâce à l'intervention de la Nexus. Ensuite à Raw, John Cena annonce qu'il affrontera Wade Barrett à Hell in a Cell avec une stipulation pour leur match, si lui gagne ou si la Nexus intervient la Nexus est dissoute, si Wade Barrett gagne, il rejoint la Nexus.

## Déroulement
Goldust, R-Truth et Kofi Kingston contre Cody Rhodes, Drew McIntyre et Dolph Ziggler étant un Darkle premier match opposant Daniel Bryan à The Miz et Johnny Morrison dans un Triple Threat Submissions Count Anywhere match pour le championnat des États-Unis. Après sa défaite à Night of Champions, The Miz a droit à sa clause de revanche avec John Morrison, ce qui donne un Triple Threat Submissions Count Anywhere Match désigné par le GM anonyme de RAW.
Le deuxième match oppose Randy Orton à Sheamus. Ce dernier utilise sa clause de revanche après avoir perdu son titre dans le 6-Pack Elimination Match à Night of Champions contre Randy Orton. Lors du RAW suivant, après que Randy Orton ait lancé la ceinture dans les bras de Sheamus et lui ait porté un RKO, le GM anonyme annonce que Randy Orton défendra son titre dans un Hell in a Cell match.
Le troisième match oppose Edge à Jack Swagger après que le GM de Raw ait provoqué Edge en le faisant recommencer des matchs. Edge, qui craque, détruit l'ordinateur. La semaine d'après, avec un nouvel ordinateur, Michael Cole annonce que Edge est viré de Raw et qu'il est remplacé par CM Punk.

## Résultats
| #                                                                | Match                                                                                 | Stipulation | Durée |
| ---------------------------------------------------------------- | ------------------------------------------------------------------------------------- | --- | ----- |
| Dark                                                             | Goldust, R-Truth et Kofi Kingston battent Cody Rhodes, Drew McIntyre et Dolph Ziggler | Six Man Tag Team Match | 6:07  |
| 1                                                                | Daniel Bryan (c) bat The Miz et Johnny Morrison                                       | Triple Threat Submissions Count Anywhere match pour le Championnat des États-Unis                                                                | 13:33 |
| 2                                                                | Randy Orton (c) bat Sheamus                                                           | Hell in a Cell match pour le Championnat de la WWE                                                                                               | 22:51 |
| 3                                                                | Edge bat Jack Swagger                                                                 | Match simple | 11:31 |
| 4                                                                | Wade Barrett bat John Cena                                                            | Match simple. Si Barrett gagne, Cena doit rejoindre The Nexus ; si Cena gagne ou si les membres du Nexus interviennent, le clan doit se séparer. | 17:47 |
| 5                                                                | Natalya bat Michelle McCool (c) (avec Layla) par disqualification                     | Match simple pour le Championnat Unifié des Divas                                                                                                | 05:00 |
| 6                                                                | Kane (c) bat The Undertaker (avec Paul Bearer)                                        | Hell in a Cell match pour le Championnat du Monde poids-lourds                                                                                   | 21:38 |
| (c) désigne le(s) champion(s) défendant son titre dans le match. |                                                                                       | |       |